# 중앙유럽 자유 무역 협정

중앙유럽 자유 무역 협정의 기

중앙유럽 자유 무역 협정(中央-自由貿易協定, Central European Free Trade Agreement, CEFTA)은 중앙유럽과 동남유럽 국가가 참여하는 자유 무역 협정이다.

## 가입국
| 가입국 (굵은 글씨가 현재 가입국) | 가입국 (굵은 글씨가 현재 가입국) | 가입 연도 | 탈퇴 연도 |
| -------------------------------- | -------------------------------- | --------- | --------- |
| 폴란드                           | 폴란드                           | 1992년    | 2004년    |
| 헝가리                           | 헝가리                           | 1992년    | 2004년    |
| 체코슬로바키아                   | 체코 (1993년)                    | 1992년    | 2004년    |
| 체코슬로바키아                   | 슬로바키아 (1993년)              | 1992년    | 2004년    |
| 슬로베니아                       | 슬로베니아                       | 1996년    | 2004년    |
| 루마니아                         | 루마니아                         | 1997년    | 2007년    |
| 불가리아                         | 불가리아                         | 1999년    | 2007년    |
| 크로아티아                       | 크로아티아                       | 2003년    | 2013년    |
| 북마케도니아                     | 북마케도니아                     | 2006년    | —         |
| 보스니아 헤르체고비나            | 보스니아 헤르체고비나            | 2007년    | —         |
| 몰도바                           | 몰도바                           | 2007년    | —         |
| 세르비아                         | 세르비아                         | 2007년    | —         |
| 몬테네그로                       | 몬테네그로                       | 2007년    | —         |
| 알바니아                         | 알바니아                         | 2007년    | —         |
| 코소보 (유엔 코소보 임시행정부)  | 코소보 (유엔 코소보 임시행정부)  | 2007년    | —         |

## 가입 조건
2005년 이전의 조건
- 세계 무역 기구(WTO)의 가입국.
- 유럽 연합(EU)의 가입 후보국으로 가입 협상을 실시하고 있는 나라.
- CEFTA와 자유 무역 협정을 체결하고 있는 나라.

현재의 조건
- 세계 무역 기구의 가입국이나 세계 무역 기구의 규약을 완전하게 준수하고 있는 나라.
- 유럽 연합과 어떠한 협정이라도 체결하고 있는 나라.
- CEFTA와 자유 무역 협정을 체결하고 있는 나라.

## 유럽 연합과의 관계
2008년 11월 현재, CEFTA의 전 가입국은 모두 유럽 연합(EU)에 가입하고 있기 때문에 실질적으로 CEFTA는 EU에 정식 회원국으로 가입하기 위해 지나는 형식이 되었다. 2013년 7월 1일 크로아티아가 유럽 연합의 정식 회원국이 되었다. 현재도 마케도니아 등의 국가가 EU의 가입 후보국이다.

## 같이 보기
- 흑해 경제 협력 기구
- 메르코수르